# A1 Nazionale 1989-1990
La A1 Nazionale 1989-1990 è stata la 50ª edizione del massimo campionato greco di pallacanestro maschile. La vittoria finale è stata ad appannaggio dell'Aris Salonicco.

## Risultati

### Stagione regolare
|     | Squadra           | G  | V  | P  | PF | PS | Pt. | Qualificazione             |
| --- | ----------------- | -- | -- | -- | -- | -- | --- | -------------------------- |
| 1.  | PAOK Salonicco    | 22 | 20 | 2  |    |    | 42  | girone finale              |
| 2.  | Aris Salonicco    | 22 | 19 | 3  |    |    | 41  | girone finale              |
| 3.  | Paniōnios         | 22 | 14 | 8  |    |    | 36  | girone finale              |
| 4.  | Īraklīs Salonicco | 22 | 13 | 9  |    |    | 35  | girone finale              |
| 5.  | Panathīnaïkos     | 22 | 13 | 9  |    |    | 35  |                            |
| 6.  | AEK Atene         | 22 | 10 | 12 |    |    | 32  |                            |
| 7.  | Olympiakos        | 22 | 9  | 13 |    |    | 31  |                            |
| 8.  | Apollon Patrasso  | 22 | 9  | 13 |    |    | 31  |                            |
| 9.  | Peristeri         | 22 | 9  | 13 |    |    | 31  |                            |
| 10. | Pagrati Atene     | 22 | 8  | 14 |    |    | 30  |                            |
| 11. | Sporting Atene    | 22 | 6  | 16 |    |    | 28  | retrocesse in A2 Nazionale |
| 12. | Esperos Kallithea | 22 | 2  | 20 |    |    | 24  | retrocesse in A2 Nazionale |

### Girone finale
|    | Squadra           | G  | V  | P  | PF | PS | Pt. |
| -- | ----------------- | -- | -- | -- | -- | -- | --- |
| 1. | Aris Salonicco    | 12 | 10 | 2  |    |    | 22  |
| 2. | PAOK Salonicco    | 12 | 8  | 4  |    |    | 20  |
| 3. | Paniōnios         | 12 | 5  | 7  |    |    | 17  |
| 4. | Īraklīs Salonicco | 12 | 1  | 11 |    |    | 13  |

| A1 Nazionale 1989-1990   |
| ------------------------ |
| Aris Salonicco 9º titolo |

## Formazione vincitrice
| N° | Naz.                   | Ruolo | Sportivo             |  | Alt. |  |
| -- | ---------------------- | ----- | -------------------- |  | ---- |  |
|    | Grecia (bandiera)      | C     | Vasilīs Lypīridīs    |  | 202  |  |
|    | Grecia (bandiera)      | G     | Panagiōtīs Giannakīs |  | 192  |  |
|    | Grecia (bandiera)      | G     | Nikos Galīs          |  | 183  |  |
|    | Jugoslavia (bandiera)  | A     | Slobodan Subotić     |  | 202  |  |
|    | Grecia (bandiera)      | C     | Michail Misunov      |  | 208  |  |
|    | Grecia (bandiera)      | AP    | Michalīs Rōmanidīs   |  | 199  |  |
|    | Grecia (bandiera)      | G     | Vaggelīs Vourtzoumīs |  | 195  |  |
|    | Grecia (bandiera)      | AG    | Nikos Filippou       |  | 202  |  |
|    | Grecia (bandiera)      | C     | Manthos Katsoulīs    |  | 205  |  |
|    | Grecia (bandiera)      |       | Giorgos Doxakis      |  |      |  |
|    | Jugoslavia (bandiera)  | C     | Stojko Vranković     |  | 218  |  |
|    | Grecia (bandiera)      |       | Kostas Baltatzis     |  |      |  |
|    | Grecia (bandiera)      |       | Nikos Tsirakidis     |  |      |  |
|    | Stati Uniti (bandiera) | A     | Mike Jones           |  | 200  |  |
|    | Grecia (bandiera)      | All.  | Giannīs Iōannidīs    |  |      |  |

## Premi e riconoscimenti
- A1 Ethniki MVP:  Nikos Galīs, Aris Salonicco
- A1 Ethniki MVP finali:  Nikos Galīs, Aris Salonicco